# Kuno III. von Pyrmont
Kuno III. von Pyrmont, auch Kuno von Schönberg (* um 1239; † um 1287) war ein deutscher Ritter und von 1263 bis 1287 Burggraf in Cochem.

## Leben

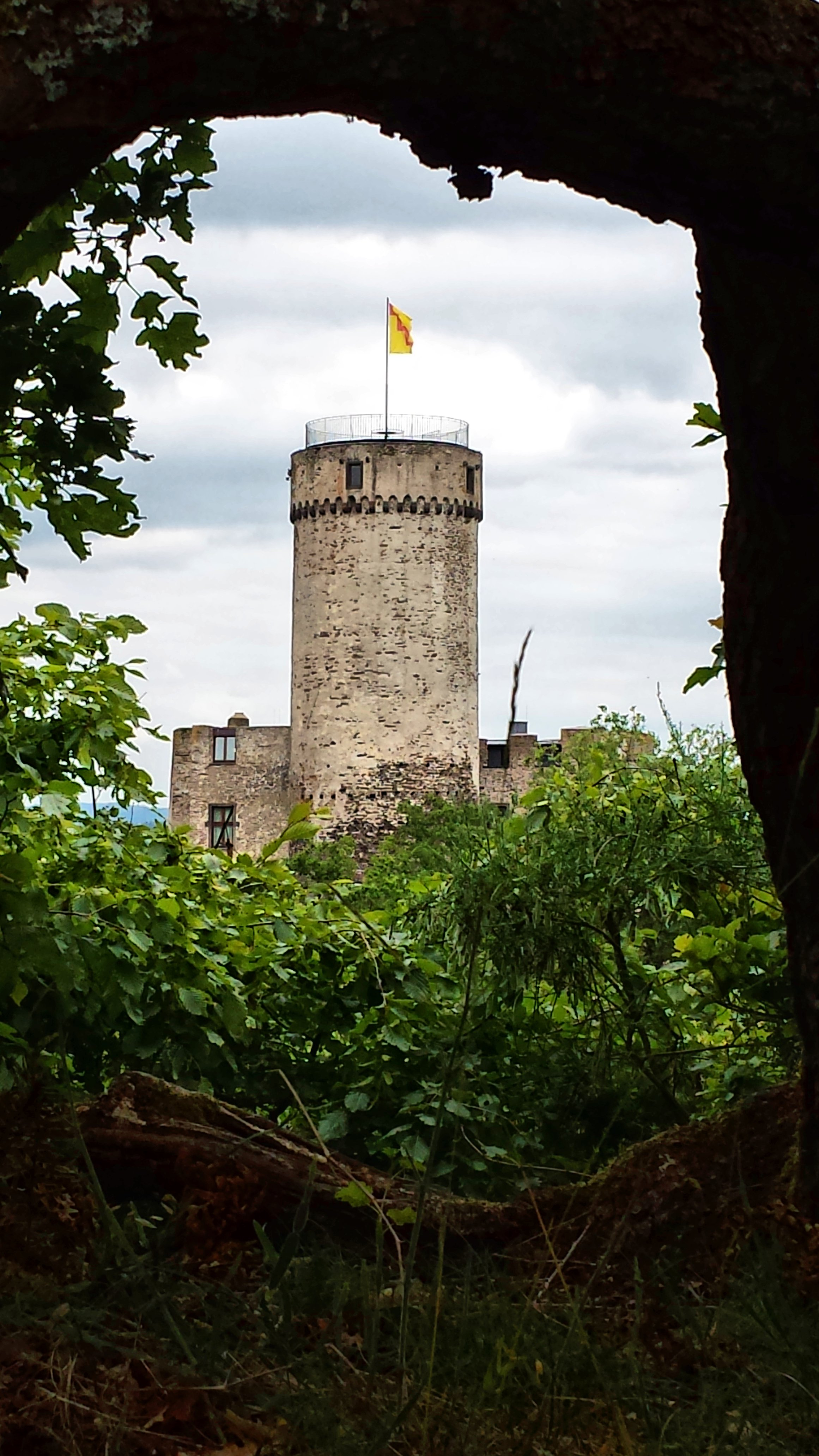
Burg Pyrmont

Kuno III. von Pyrmont war ein Sohn von Kuno II. von Pyrmont bzw. von Schönberg und dessen Ehefrau Aleidis (oder Adelheid) von Ulmen. Er war mit Agnes von Pyrmont verheiratet und war ein Urenkel von Theoderich von Clotten (1130–1190) sowie Enkel von Kuno von Schönberg, dem Erbauer der Burg Pyrmont.
Im Juni 1263 verzichtete er als Burggraf Kuno(rad) III. von Pyrmont zu Gunsten der Abtei Brauweiler auf das Schultheißenamt in Klotten, wogegen ihm die Abtei die Kammerforste  zwischen Klotten und Kaifenheim nebst 60 kölnischer Mark zum Erwerb eines Grundstückes abtrat, welches mit jenen künftig ein abteiliches Lehen sein sollte. Mitbesiegler waren sein Bruder Heinrich von Pyrmont und der Kölner Erzbischof Engelbert II. von Falkenburg.
Am 23. Juni 1265 entschieden Kuno III. von Pyrmont, sein Bruder Heinrich von Pyrmont, auch Heinrich I. von Schönberg (Ritter von Polch) genannt und Hermann von Manderscheid, als erwählte Schiedsrichter zu Cochem, zwischen dem Kloster Himmerod, genannt Claustrum (Kreuzgang) und Walter dem Vogt von Pommern, wegen deren beiderseitiger Rechte in Pommern. Danach sollte das Kloster in seinem Hofe daselbst, welchen es von der Abtei Saint-Trond gekauft hatte, nach Belieben einen Hofmann bestellen können, welcher nur nach dem Willen des Klosters, dem Vogt oder dessen Leuten Herberge gestatten sollte.
Am 11. Mai 1267 bestätigten er und seine Brüder Theoderich von Schönberg und Heinrich von Pyrmont, den Zisterzienserinnen vom Rosenthal die Fruchtrente zu Zettingen, die ihre verstorbenen Eltern zu ihrem Seelenheil vermacht hatten.
Als Burggraf Cuno III. von Schönberg schenkten er und seine Ehefrau Agnes, sowie deren Kinder am 13. Oktober 1274 dem Kloster Himmerod ihren Hof und alle Weinberge zu Klotten.

## Wappen
Das Wappen der von Pyrmont führt einen roten Zickzackbalken in goldenem Feld.